# 楚帛書
楚帛書，又名長沙子彈庫楚帛書、子弹库帛书，是中华人民共和国湖南省长沙市東郊杜家坡子彈庫附近（該地段現為湖南省农林工业勘察设计研究总院之内）的一座古墓中出土的帛書，是目前中國已出土帛書中年代最早的，約相當於戰國時代楚國。
該楚帛書面積47厘米×38厘米，出土於20世紀30年代，後由蔡季襄給美國人柯克斯(John Hadley Cox)骗到美國，藏於美國紐約大都會博物館，1966年用紅外線技術處理，才使已模糊的文字重現而得以解讀。
其內容有兩組文字，一組13行、一組8行，並配合四週圖像，文字內容記載伏羲氏與女媧事跡，一般認為該帛書是當時巫師的禱文或占卜類文字。其文字可藉以為探討當時人的宗教觀和宇宙觀。

## 历史
1942年年初，一伙盗墓贼在湖南省长沙市发现了一个墓穴，便开始去挖宝，其中一人名叫任全生，1953年他加入湖南省文物工作队，并且参加了后来的了马王堆汉墓挖掘工作。任全生等盗墓贼一共挖出了“一批铜兵器、漆器、木人及一些残碎的纺织品”，他们认为纺织品不值钱，便送给了古董商唐鉴泉。商承祚听闻这个消息之后，打算去购买这纺织品，但是被湖南古董商蔡季襄捷足先登，他以3000元法币购买了这件纺织品和其他一些文物。
1944年，蔡季襄写了《晚周缯书考证》，讲述这件纺织品，引起了美国文物掠夺者柯克斯（中文名：柯强）的注意。
1948年，蔡季襄奔赴上海市，遇到柯克斯，柯克斯以雅礼中学教师的身份出没长沙市。蔡季襄想用红外线照射这帛书，柯克斯骗他说自己家里有，蔡季襄便把帛书交给了柯克斯，柯克斯将帛书占为己有，送到了美国。柯克斯以1万美元的价格（实付一千）强买了这文物，旋即坐飞机逃回美国，躲避蔡季襄的追讨。
1955年，蔡季襄以湖南省人民代表大会列席代表身份，把自己和柯克斯的买卖契约交给了湖南省人民政府。
1974年，蔡季襄写信给商承祚，希望自己余生追讨文物，因为柯克斯当时仍在世。
1982年，湖南省博物馆副馆长高至喜去美国参加学术会议，他在纽约大都会博物馆看到了这件文物。80年代中叶，高至喜将蔡季襄所写的材料，以及当年吴存柱的证明及往来信件，上交给中华人民共和国国家文物局，希望能想办法追回楚帛书，但后无下文。
2024年6月20日，国家文物局表示，子弹库帛书自1946年9月16日起借存于福格博物馆，並展示芝加哥大学图书馆移交的曾盛放子弹库帛书残片的外包装盒盖，上面带有福格博物馆借存标签。
2024年9月10日，中央电视台《帛书传奇》首次展示楚帛书流失美国的物证之一——蔡季襄向柯强催要钱款的信件。部分外国学者希望流失的楚帛书回到中国。
2025年5月16日，美国史密森尼学会国立亚洲艺术博物馆（National Museum of Asian Art）在華盛頓中国驻美国大使馆把其中的第二卷、第三卷《五行令》《攻守占》與盛載此殘卷之竹籃正式返還给中方，由中國国家文物局接收，同年7月在北京中国国家博物馆返还成果展上首次面向公众展出；而第一卷之《四时令》現藏於佛利尔美术馆。